# کراوت‌راک
کراوتراک (به آلمانی: Krautrock) نوعی موسیقی تلفیقی از راک و الکترونیک است که در اواخر دهه ۱۹۶۰ در آلمان غربی ایجاد شد. این سبک توسط رسانه‌های انگلیسی زبان مورد توجه قرار گرفت و به این وسیله به شهرت رسید. پس از آن، رسانه‌های آلمان، نام «کراوتراک» را بر روی تمامی گروه‌هایی که در اواخر دهه ۶۰ و اوایل دهه ۷۰ میلادی در آلمان غربی فعالیت می‌کردند گذاشتند. در حالی که خارج از آلمان بسیاری از گروه‌های اکسپریمنتالی که اغلب (اما نه همیشه) از سینث‌سایزر و سازهای الکترونیک استفاده می‌کردند به عنوان بخشی از جنبش کراوتراک در نظر گرفته شدند.
در ابتدا رسانه‌های انگلیسی زبان از این نام برای اشاره به موسیقی زمان خود و نه نوع موسیقی مخصوص به یک منطقه، سبک یا جنبش استفاده می‌کردند و این در حالی بود که موسیقی بسیاری از گروه‌های کراوتراک، شباهتی به موسیقی گروهی دیگر نداشت. جان پیل، دی‌جی بی‌بی‌سی به گسترده شدن استفاده از واژه کراوتراک برای گروهایی که خارج از آلمان فعالیت می‌کردند کمک بسیاری کرد.
موسیقی کراوتراک کم‌تر شباهتی به بلوز و راک اند رول سنتی که در آن زمان در ایالات متحده و انگلستان رایج بود داشت. کراوتراک به تکامل موسیقی الکترونیک و موسیقی امبینت کمک شایانی کرد و باعث شد تا زمینه برای تولد سبک‌های جدیدی مانند پست پانک، آلترنیتیو راک و موسیقی نیو ایج فراهم آید. از گروه‌های برجسته کراوتراک می‌توان به کن، آمن دل ۲، اش را تمپل، فاوست، پوپول وه، کلاستر، تنجرین دریم، کلاوس شولتز، نئو! و کرافت‌ورک اشاره کرد.
در آلمان شرقی، همزمان با محبوبیت کراوت‌راک، موسیقی اُست‌راک پا به عرصه وجود نهاد.